# Chemin de croix de Still
Le chemin de croix de Still est un monument historique situé à Still, dans le département français du Bas-Rhin.

## Localisation
Ce bâtiment est situé stationenberg à Still.

## Historique
L'édifice fait l'objet d'un classement au titre des monuments historiques depuis 1983.

## Architecture

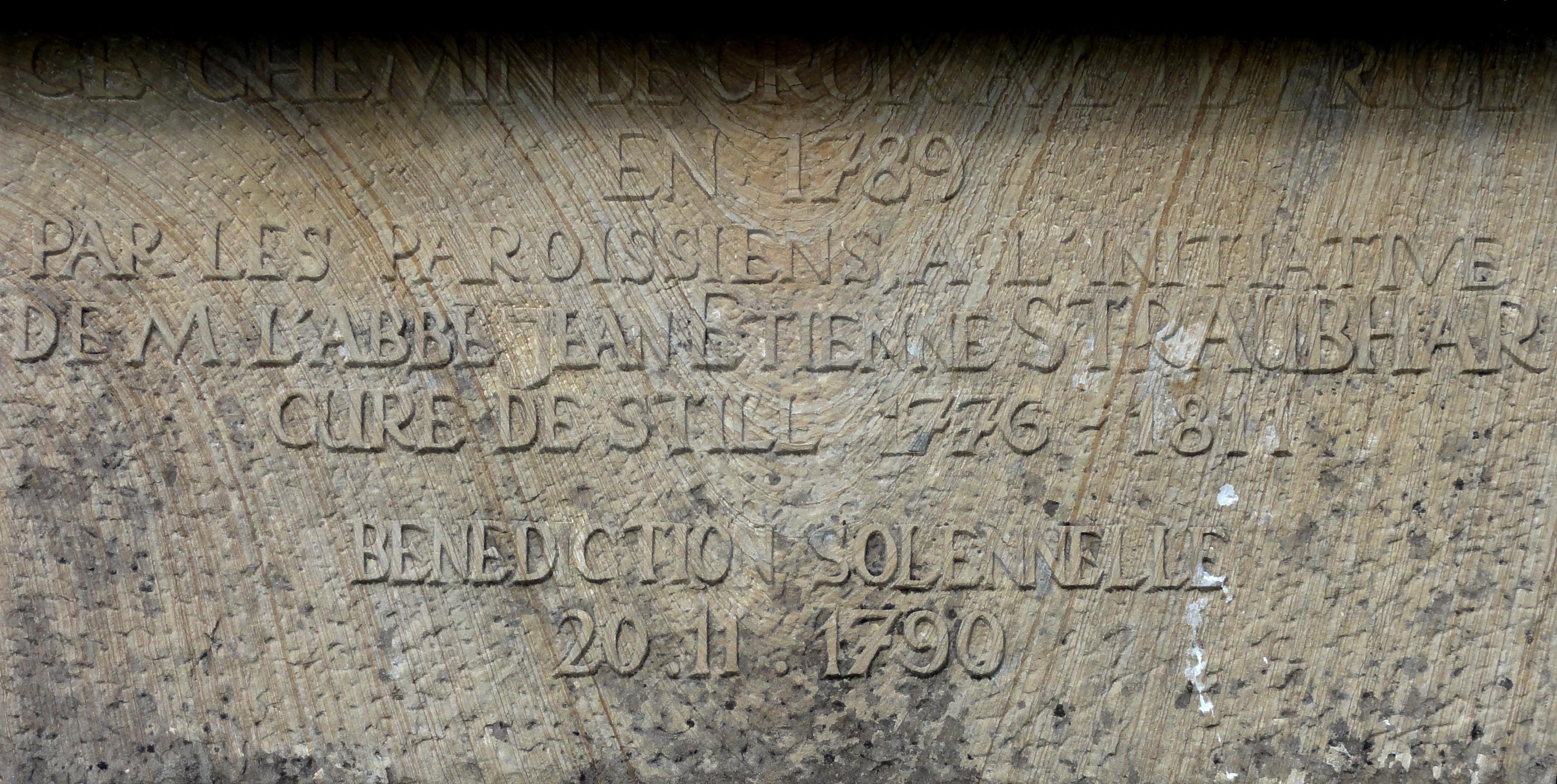
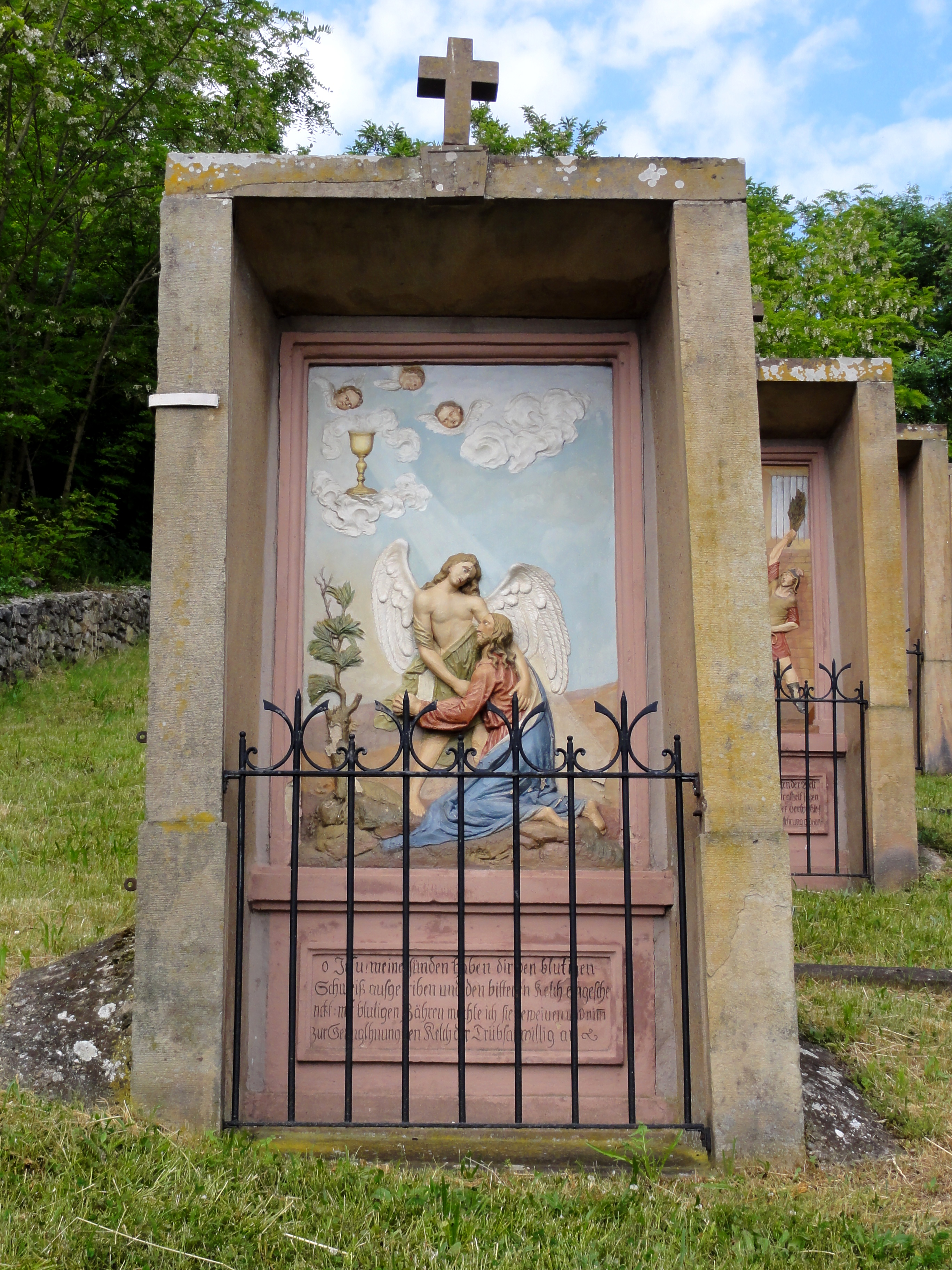
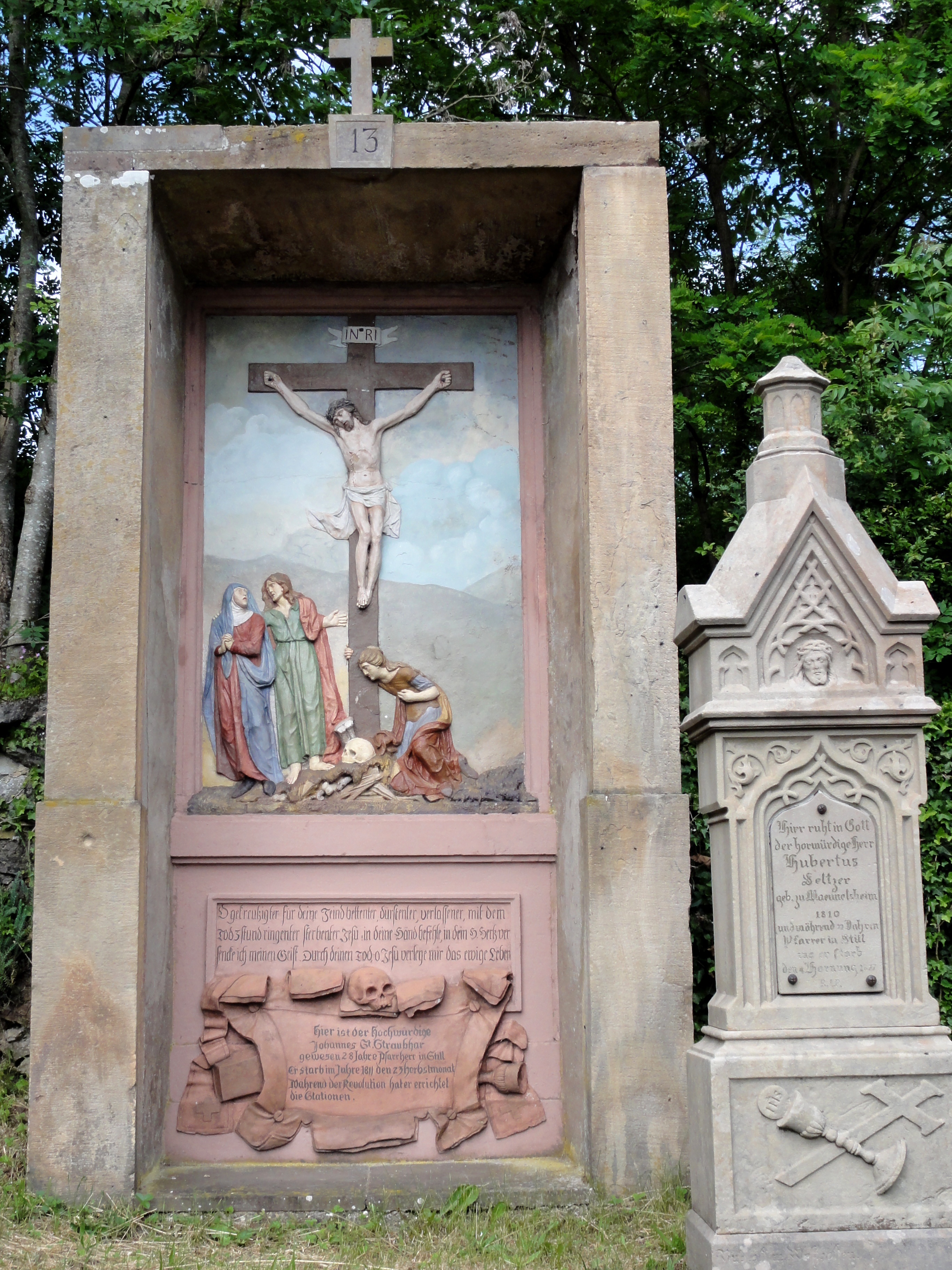